# Matteo Paro
Matteo Paro (Asti, Provincia de Asti, Italia, 17 de marzo de 1983), es un exfutbolista italiano que jugaba de centrocampista. Actualmente es asistente técnico de Ivan Jurić en la Atalanta Bergamasca Calcio de la Serie A (Italia).

## Selección nacional
Ha sido internacional con la selección de fútbol sub-20 de Italia. Debutó el 10 de junio de 2003, en un encuentro ante la selección de México que finalizó con marcador de 3-2 a favor de los italianos.

## Clubes
| Club               | País   | Año         |
| ------------------ | ------ | ----------- |
| Juventus F. C.     | Italia | 2002 - 2003 |
| A. C. ChievoVerona | Italia | 2003 - 2004 |
| FC Crotone         | Italia | 2004 - 2005 |
| A. C. Siena        | Italia | 2005 - 2006 |
| Juventus F. C.     | Italia | 2006 - 2007 |
| Genoa C. F. C.     | Italia | 2007 - 2009 |
| A. S. Bari         | Italia | 2009 - 2010 |
| Piacenza Calcio    | Italia | 2010        |
| Vicenza Calcio     | Italia | 2010 - 2012 |
| SPAL 1907          | Italia | 2013 - 2014 |
| Mantova FC         | Italia | 2014 - 2015 |
| FC Crotone         | Italia | 2015 - 2016 |

## Palmarés

### Campeonatos nacionales
| Título  | Club           | País   | Año     |
| ------- | -------------- | ------ | ------- |
| Serie A | Juventus F. C. | Italia | 2002-03 |
| Serie B | Juventus F. C. | Italia | 2006-07 |